# PotPlayer
PotPlayer (до 2017 — Daum PotPlayer) — програвач мультимедіа, створений співавтором іншого популярного плеєра The KMPlayer для операційної системи Microsoft Windows. Має схожі з The KMPlayer та GOM Player функції, інтерфейс (до версії 1.7) і можливості, але значно вдосконалений. Відрізняється високою якістю відтворення медіафайлів, вбудованими DXVA відеокодеками і підтримкою сучасних форматів аудіо- й відеофайлів. Має велику кількість налаштувань, що принесло йому ім'я «найкращого плеєра для Windows», але також створило досить заплутану систему налаштувань.

## Можливості PotPlayer
- Покращене H/W-прискорення. Програвач за допомогою вбудованих DXVA (H.265 / HEVC, H.264 / AVC, VC-1, MPEG2), CUDA, QuickSync забезпечує максимальну продуктивність.
- Підтримує різноманітні пристрої на кшталт DVD-програвача, телевізора, HDTV. Підтримка відтворення ТБ-каналів.
- PotPlayer підтримує різні види 3D-окулярів для перегляду тривимірного зображення на телевізорі або комп'ютері. Програвач обробляє різні вихідні формати медіафайлів, дозволяє гортання сторінок, підтримує горизонтальну і вертикальну відеопари.
- Підтримка всіх типів субтитрів: текстові субтитри (SMI та SRT), DVD (Vobsub), субтитри Blu-ray, анімація в ASS/SSA та Ruby-теґи у SMI тощо.
- При використанні програвача PotPlayer не потрібно встановлювати додаткові кодеки. Завдяки підтримці OpenCodec, користувачі можуть легко додати будь-який потрібний кодек.
- Наявність великої кількості аудіо- і відеофільтрів, що дозволяють значно поліпшити якість відтворення або додати певні ефекти.
- Гладке безперервне відтворення відео. Можливість відтворення пошкоджених AVI-файлів (пропускаючи пошкоджені кадри). Можливість змінювати швидкість відтворення.
- Мале навантаження на систему і висока швидкість роботи. Вибір звукової карти. Убудований еквалайзер. Візуалізація при програванні аудіофайлів. Можливість виключення комп'ютера в зазначений час.
- Попередній перегляд сцен через знімки. Можливість позначити сцену або розділ для швидкого переходу до них в майбутньому.
- Підтримуються будь-які режими Direct3D9 і Overlay, Direct3D9 Ex у режимі Flip та перекриття. Можливість «на льоту» подвоювати FPS (функція конвертації FPS). Можливість дивитися відео через проксі.
- Можливість призначення великої кількості «гарячих клавіш». Можливість зберігання налаштувань як в реєстрі, так і у файлі конфігурації.
- Створення скриншотів і захоплення відео, у тому числі потокового.
- Підтримка «скінів»-обкладинок, логотипів і колірної теми. Можна використовувати скіни як від PotPlayer, так і від інших плеєрів (The KMPlayer, GOM Player, VLC media player).
- Можливість відображення інтерфейсу 36 мовами (станом на березень 2024).

## Список медіафайлів, що відтворює PotPlayer
3G2, 3GP, 3GP2, 3GPP, AAC, AC3, AMV, APE, ASF, ASX, AVI, CUE, DAT, DIVX, DPG, DPL, DTS, DTSHD, DVR-MS, EAC3, EVO, FLAC, FLV, IFO, K3G, MPEG-1, M1V, M2A, M2T, M2TS, M2V, M3U, M4A, M4B, M4P, M4V, MKA, MKV, MOD, MOV, MP2, MP2V, MP3, MP4, MPA, MPC, MPE, MPEG, MPG, MPL, MPLS, MPV2, MTS, NSR, NSV, OGG, OGM, OGV, PLS, QT, RA, RAM, RM, RMVB, RPM, SKM, SWF, TAK, TP, TPR, TRP, TS, VOB, WAV, WAX, WEBM, WEBP, WM, WMA, WMP, WMV, WMX, WV, WVX.

## Відгуки про програму
Серед головних переваг програвача PotPlayer називаються: незначне навантаження на систему, висока продуктивність, велика кількість налаштувань, простота і доступність для користувачів, підтримка практично всіх сучасних форматів відео- й аудіофайлів без потреби встановлення додаткових кодеків.
Порівняння з іншими програвачами мультимедіа дозволило редакторам популярних вебресурсів (Lifehacker.com, Chip.eu тощо) у 2011 році обрати PotPlayer найкращою програмою цього типу для ОС Windows. Програвач PotPlayer входить до найкращих вільних мультимедіа-програм 2015 року.